# Spoorlijn Bad Gandersheim - Groß Düngen

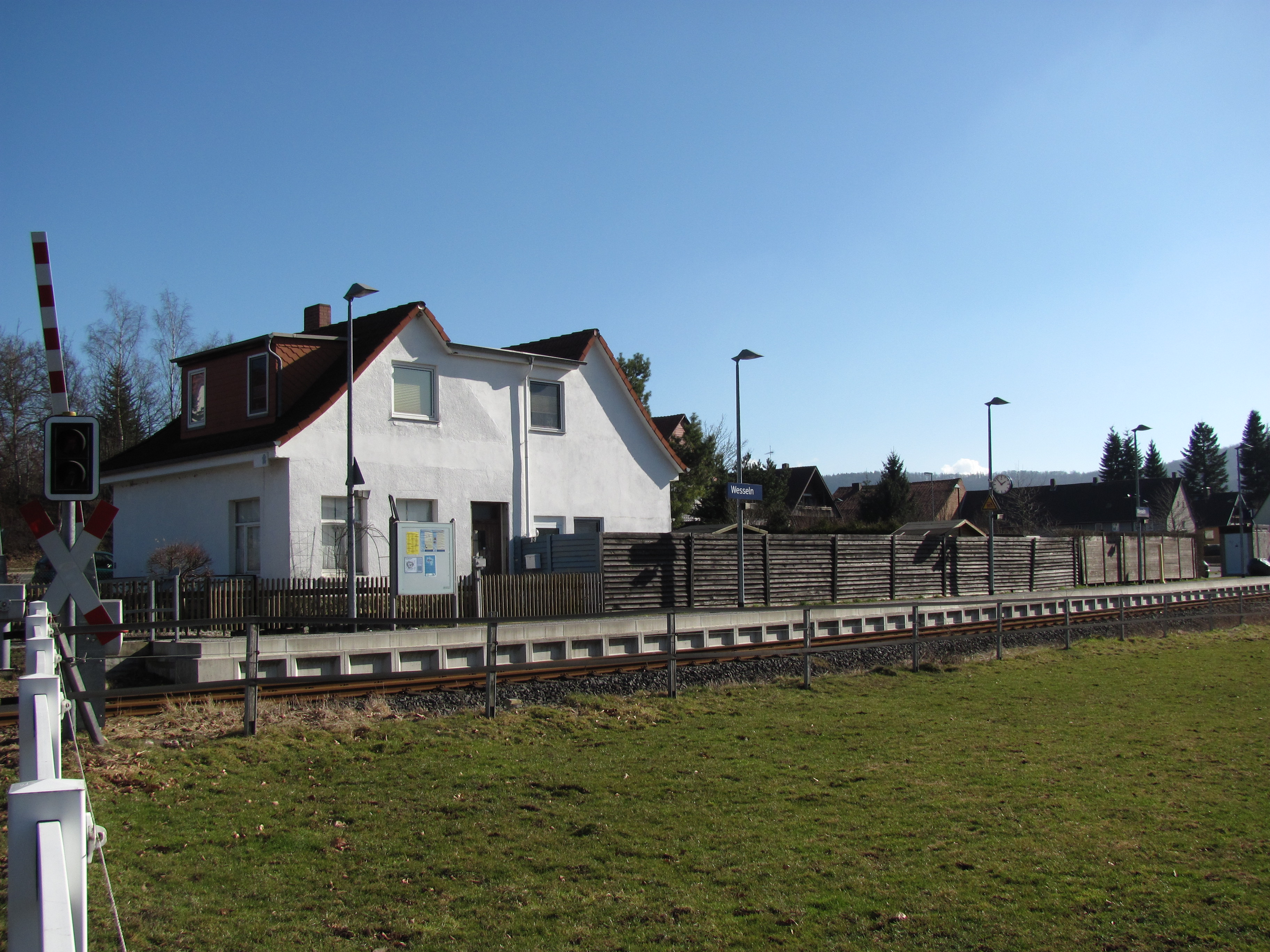
Halte Wesseln in 2011

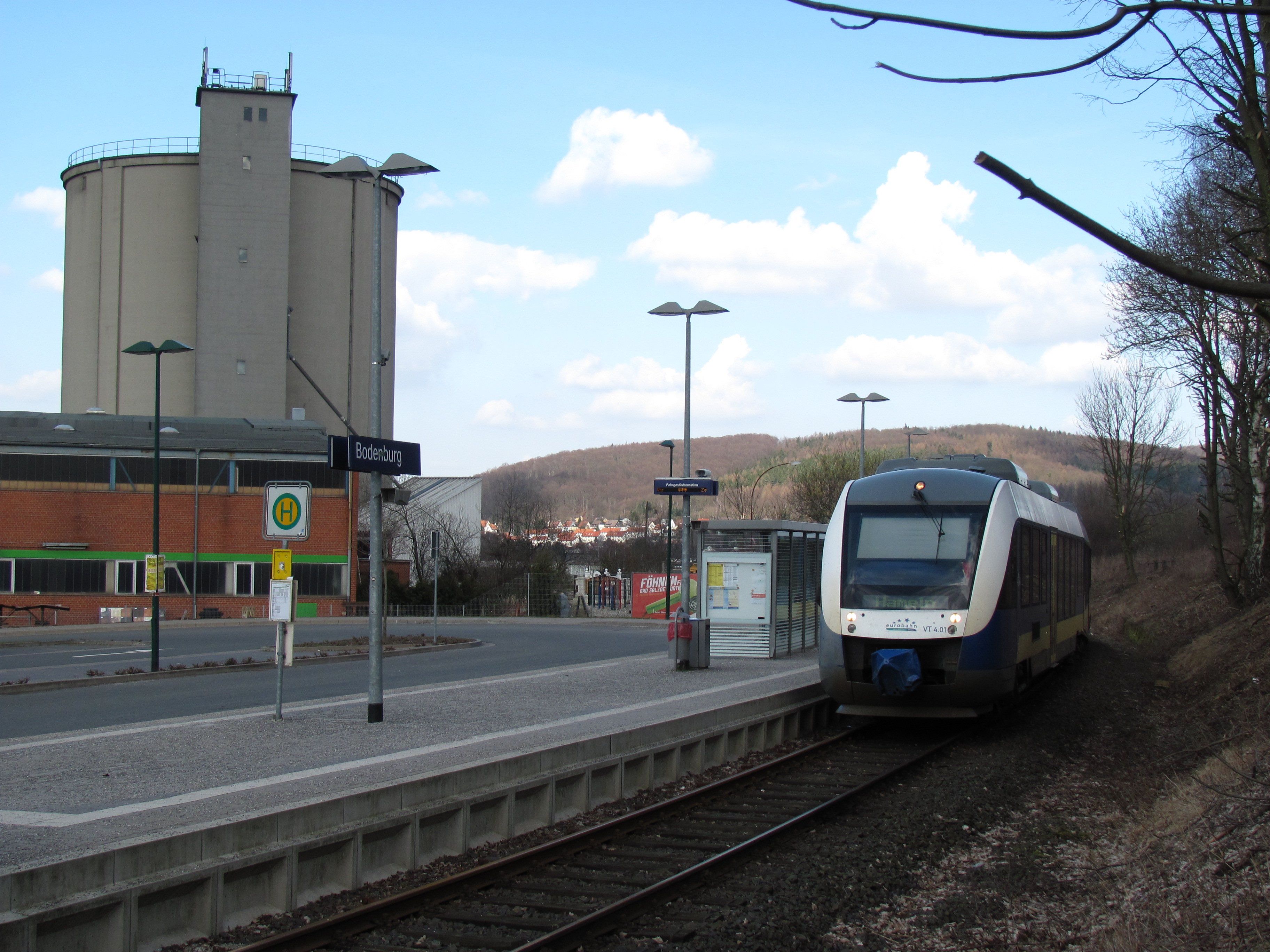
Vertrekkende trein uit Bad Salzdetfurth richting Hildesheim (2012)

De spoorlijn Bad Gandersheim - Groß Düngen (ook wel Lammetalbahn genoemd) is een zijlijn, die in Groß Düngen van de spoorlijn Hildesheim - Goslar aftakt en tegenwoordig via Bad Salzdetfurth naar Bodenburg loopt. Vanaf hier liep vroeger de lijn verder via Lamspringe naar Bad Gandersheim aan de spoorlijn Braunschweig - Kreiensen. De lijn is als spoorlijn 1822 onder beheer van DB Netze.
Het overgebleven traject, dat compleet in de gemeente Bad Salzdetfurth ligt, bedient overwegend forenzen en toeristisch verkeer. De spoorlijn volgt hier de rivier de Lamme.

## Geschiedenis
Het trajectdeel van Groß Düngen naar Bad Salzdetfurth werd op 1 oktober 1900 geopend. Op 7 november 1901 werd de lijn naar Bodenburg verlegd; tevens opende de staatsspoorwegen op dezelfde dag een verlenging tot Gronau aan de bestaande aftakking bij Elze aan de spoorlijn Hannover - Kassel. Op 1 oktober 1902 werd ook het trajectdeel van Bodenburg via Lamspringe naar Bad Gandersheim voor het verkeer geopend.
Vanaf 1913 werd op de spoorlijn Wittfeld-Accutreinen ingezet.
In 1966 werd het reizigersverkeer en in 1974 het goederenverkeer op het traject Bodenburg - Elze stilgelegd. Van Bodenburg naar Bad Gandersheim kon het reizigersverkeer tot 27 september 1975 blijven rijden; vanaf dat moment rijden alleen op het noordelijke deel nog reizigerstreinen.
In het begin van 1982 werd het trajectdeel Sehlem - Harbarnsen ook voor het goederenverkeer gesloten, op 31 mei 1985 volgde het traject Harbarnsen - Lamspringe en op 30 mei 1987 sloot Bodenburg - Sehlem. Deze trajecten werden bij de bouw van de hogesnelheidslijn Hannover - Würzburg doorsneden. 
Door de geplande stillegging van delen van de lijn werd bij het plan en de bouw van de HSL in de jaren '80 geen kruisingsbouwwerk bij Lamspringen voorzien. Bij de planning en de bouw van de Dalbrug Kassemühle in de HSL ten westen van Sehlem werd de lijn niet doorsnede.
Het laatste nauwelijks gebruikte trajectdeel van Lamspringe naar Bad Gandersheim bleef nog tot 29 mei 1994 in gebruik. Het werd nog gebruikt voor het aan- en afvoertransporten van goederen. Deze treinen bediende kleine stations zoals Altgandersheim (voor onder andere suikerbieten) en Lamspringe (ook houttransport van de Firma Cetto). Tot eind jaren '80 had bovendien de toenmalige Firma Auer S.O.G. in het noorden van Bad Gandersheim een aansluiting. Nog eerder gebruikte de machinefabriek Fricke en een porseleinenfabrikant in Lamspringe deze lijn.
Ook het trajectdeel Bodenburg - Groß Düngen werd in de jaren '80 en '90 bedreigd met sluiting. Door druk van de deelstaat en de stad Salzdetfurth bleef de lijn nog in gebruik. Van 2001 tot 2003 werd de lijn vernieuwd, daarbij werd bij het Solebad een nieuwe halte gebouwd. De in 1991 gesloten station Wesseln werd na een modernisering in 2003 heropend. Het oude station Bodenburg werd gesloten, om een overweg te besparen, en door een eenvoudige eindhalte een paar honderd meter noordelijker van het oude station vervangen. Zo kon ook een gecombineerd perron voor trein en bus gebouwd worden, zodat de reizigers snel en met een korte overstap aansluiting hebben naar Bockenem en Bad Gendersheim.
Toen de exploitatie door de eurobahn in december 2003 werd overgenomen van DB Regio, werden de bussen in Lammetal aangesloten op de tijden van de trein. Gelijktijdig werd het aanbod per spoor door de LNVG (OV-bureau Nedersaksen) met 160% uitgebreid. Door de verandering van het aanbod groeide het aantal reizigerskilometer tot 2006 met 240%.

## Huidige betekenis
De eurobahn nam op 14 december 2003 de exploitatie over van DB Regio. Bij de nieuwe dienstregeling van 2012 die in december 2011 in ging worden de treindiensten gereden door NordWestBahn. Deze rijdt, behalve op zondagmorgen, de verbinding Bodenburg - Hildesheim elk uur. De dienstregeling, die zijn symmetrietijd vier minuten later heeft dan normaal, waardoor de aansluiting in Hildesheim kort voor het halve uur niet optimaal is. De meesten treinen rijden verder via de Weserbahn naar Hameln en Löhne.
Er wordt gebruikgemaakt van dieseltreinstellen van het type LINT uit de rijtuigenpool van het LNVG (OV-bureau Nedersaksen).
Naar Bad Salzdetfurth vond in 2012 van maandag tot en met vrijdag dagelijks goederenverkeer plaats. De trekkracht werd geleverd door locomotieven van het type Baureihe 261. De treinen komen vanaf het rangeerterrein Hannover-Linden. Vervolgens rijden ze via Lehrte en Sehnde naar Hildesheim en aansluitend verder naar Bad Salzdetfurth.
De volgende treinserie maakt gebruik van deze spoorlijn:
| Serie | Treinsoort                  | Route                      | Bijzonderheden |
| ----- | --------------------------- | -------------------------- | -------------- |
| RB 79 | Regionalbahn (NordWestBahn) | Hildesheim Hbf – Bodenburg |                |

Het trajectdeel Bad Gandersheim - Lamspringe is tegenwoordig geasfalteerd als fiets- en voetpad. Langs dit pad staan diverse sculpturen uit verscheidene genres, waardoor het ook wel Skulpturenweg wordt genoemd. Daarnaast loopt het pad langs twee natuurstenenbruggen van rond 1900 in Bad Gandersheim, deze bruggen hebben een monumentale status.

## Aansluitingen
In de volgende plaatsen is of was er een aansluiting op de volgende spoorlijnen:
Bad Gandersheim
DB 1940, spoorlijn tussen Helmstedt en Holzminden
Bodenburg
DB 1821, spoorlijn tussen Bodenburg en Elze
Groß Düngen
DB 1733, spoorlijn tussen Hildesheim en Goslar